# Stockport County
Stockport County (offiziell Stockport County Football Club) ist ein englischer Fußballverein aus Stockport, Greater Manchester. Der Club trägt seine Heimspiele im Edgeley Park aus und hat den Spitznamen The Hatters (deutsch die Hutmacher), da Stockport als Zentrum der englischen Hutindustrie angesehen wird. Das Team nimmt seit der Saison 2024/25 am Spielbetrieb der EFL League One teil.

## Geschichte
Stockport County wurde 1883 von Mitgliedern der Wycliffe Congressional Church unter dem Namen Heaton Norris Rovers gegründet und trug im Oktober 1884 das erste offizielle Spiel aus. Am 24. Mai 1890 erfolgte die Umbenennung in Stockport County Football Club.
Der Verein spielte bis zur Lizenzerteilung für die Football League Second Division, die damals zweithöchste englische Spielklasse, 1900 in der Lancashire League. Nach dem zwischenzeitlichen Abstieg wurde diese Zugehörigkeit 1904 wiedererlangt.
1989 übernahm der Uruguayer Danny Bergara als erster Nicht-europäischer Trainer den Verein und führte ihn durch die folgenden sechs Jahre. In der Saison 1988/89 erreichte er mit dem Verein den Ligaerhalt in der vierthöchsten Spielklasse, damals noch Football League Fourth Division genannt, und verhinderte somit den Abstieg in die Conference National. Im Folgejahr führte er den Verein auf den vierten Rang und qualifizierte sich für die Aufstiegs-Play-offs. In zwei Partien unterlag die Mannschaft jedoch mit 0:6 im Gesamtscore gegen den FC Chesterfield und verfehlte den möglichen Aufstieg.
In der Saison 1997/98 spielte Stockport zum ersten Mal seit über 60 Jahren in der zweithöchsten englischen Spielklasse – der First Division (heutige Football League Championship). Allerdings erfolgte ab 2002 der Absturz bis in die vierte Liga, welcher durch den Aufstieg 2008 in die Football League One etwas kompensiert werden konnte.
Nach der unbefriedigenden Saison 2009/10, in der nur fünf Saisonsiege errungen wurden, die den Abstieg in die vierte Liga zur Folge hatte, verließ Cheftrainer Gary Ablett den Verein. Als dessen Nachfolger übernahm im Juli 2010 der zuvor bei Shrewsbury Town entlassene Paul Simpson die Geschicke an der Seitenlinie. Am Ende der Saison 2010/11 musste der Verein mit Platz 24 den Gang in die fünfte Liga, die Conference National, antreten.

## Hall of Fame
Die vereinseigene Hall of Fame (deutsch: Ruhmeshalle) entstand am 12. Oktober 2002 als Andenken für den ersten Heimsieg in der Football League Second Division, der hundert Jahre zuvor mit einem 2:1-Heimsieg gegen Manchester United realisiert wurde. Im Zuge dessen wurde eine Auswahl an Spielern in die Stockport County Hall of Fame aufgenommen.
Die folgenden 20 Spieler wurden bei der Gründung der Stockport County Hall of Fame mit der Aufnahme geehrt:
- Andy Thorpe, Bobby Murray, Michael Flynn, John Rutter, Jim Gannon, Jack Connor, Alf Lythgoe, Kevin Francis, Frank Newton, Brett Angell, Brendan Elwood, Trevor Porteous, Alan Ogley, Sean Connelly, Jim Fryatt, Bill Atkins, Bill Williams, Jimmy Stevenson, Bill Bocking, Joe Butler

Im Mai 2004 wurden drei weitere Spieler in die Ruhmeshalle aufgenommen:
- Johnny Price, Danny Bergara, Harry Hardy

Im April 2005 und Mai 2006 fanden weitere Aufnahmen in die Hall of Fame statt:
- Dave Jones, Tommy Sword, Micky Quinn
- Rodger Wylde, Lee Todd, Len White, Eric Webster

## Stadion

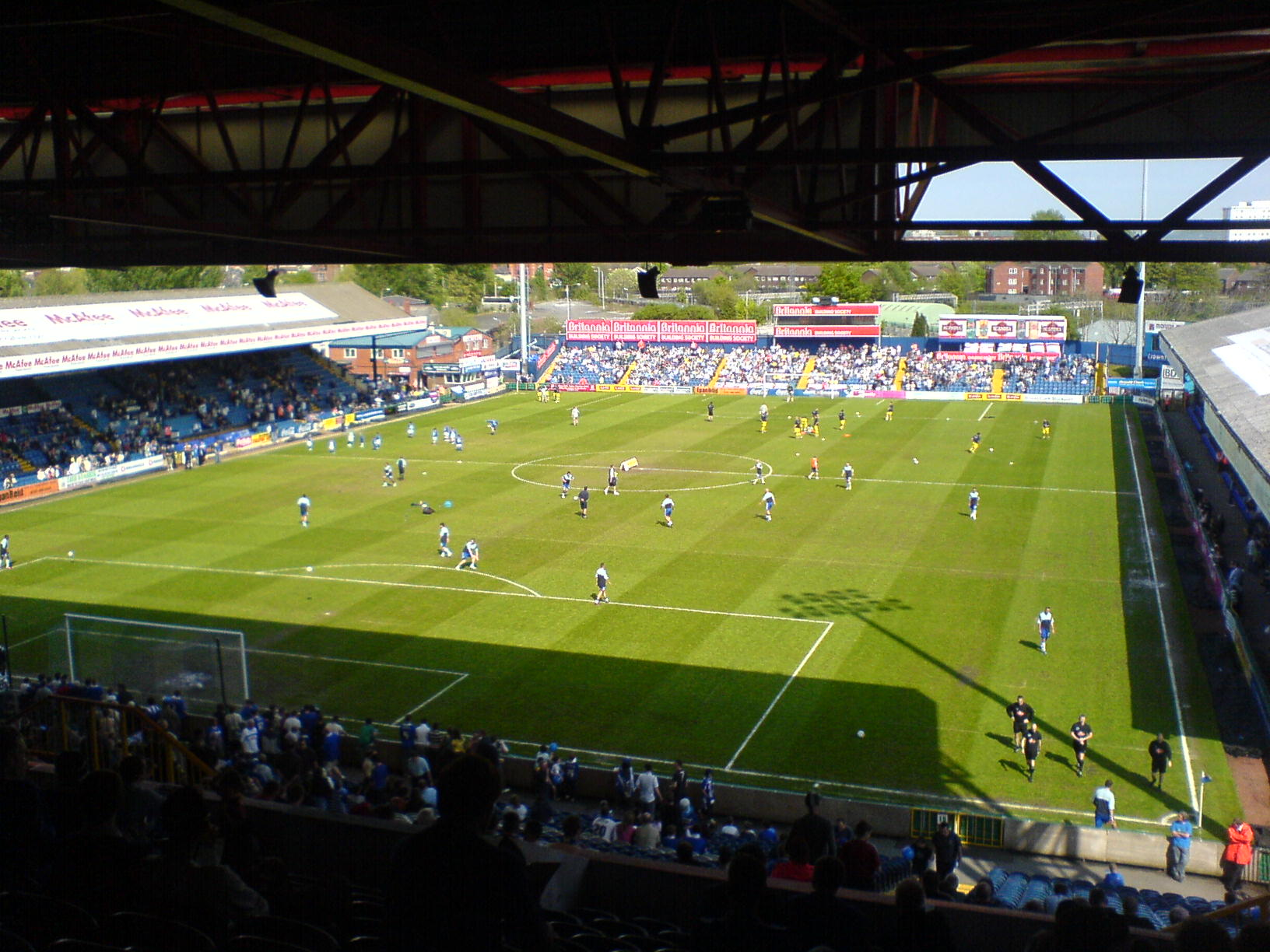
Das Heimstadion von Stockport County

Die Heimspielstätte des Vereins ist der 10.832 Zuschauerplätze umfassende Edgeley Park. Das Stadion ist seit 1902 der Austragungsort der Heimspiele von Stockport County, der Verein teilt sich hierbei die Arena mit den Sale Sharks, einer Rugby-Union-Mannschaft.

## Erfolge
- Meister Division Three (North): 1922, 1937
- Meister Division Four/EFL League Two: 1967, 2024
- Meister National League: 2021/22
- Football League Third Division North Cup: 1934/35
- Meister Lancashire League: 1900
- Meister Lancashire Combination: 1905
- Manchester Senior Cup: 1898, 1899, 1915, 1923
- Cheshire Medal: 1923, 1925, 1929, 1930, 1931
- Cheshire Bowl: 1934, 1949, 1953, 1956, 1957, 1959, 1961, 1963
- Cheshire Friendly Trophy: 1966, 1967
- Cheshire Premier Cup: 1970, 1971

## Trainerchronik
Als erster Trainer der Vereinsgeschichte übernahm 1894 der Engländer Fred Stewart das Amt und führte den Verein durch die folgenden 17 Jahre, dies ist zugleich die längste Amtsdauer eines Cheftrainers bei Stockport County. 
| Zeitraum  | Trainer            |
| --------- | ------------------ |
| 1884–1911 | Fred Stewart       |
| 1911–1914 | Harry Lewis        |
| 1914–1919 | David Ashworth     |
| 1919–1924 | Albert Williams    |
| 1924–1926 | Fred Scotchbrook   |
| 1926–1931 | Lincoln Hyde       |
| 1932–1933 | Andy Wilson        |
| 1934–1936 | Fred Westgarth     |
| 1936–1938 | Robert „Bob“ Kelly |
| 1939      | George Hunt        |
| 1939–1949 | Bobby Marshall     |
| 1949–1952 | Andy Beattie       |
| 1952–1956 | Dick Duckworth     |
| 1956–1960 | Willy Moir         |
| 1960–1963 | Reg Flewin         |
| 1963–1965 | Trevor Porteous    |
| 1965–1966 | Eddie Quigley      |
| 1965–1966 | Bert Trautmann     |
| 1966–1969 | Jimmy Meadows      |
| 1969–1970 | Walter Galbraith   |
| 1970–1971 | Matt Woods         |
| 1972–1974 | Brian Doyle        |
| 1974–1975 | Jimmy Meadows      |
| 1975      | Eddie Hopkinson    |
| 1975–1976 | Roy Chapman        |
| 1976–1977 | Eddie Quigley      |
| 1977–1978 | Alan Thompson      |
| 1978–1979 | Mike Summerbee     |
| 1979–1982 | Jimmy McGuigan     |
| 1982–1985 | Eric Webster       |
| 1985–1986 | Les Chapman        |
| 1986–1987 | Colin Murphy       |
| 1987–1989 | Asa Hartford       |
| 1989–1995 | Danny Bergara      |
| 1995–1997 | Dave Jones         |
| 1997–1999 | Gary Megson        |
| 1999–2001 | Andy Kilner        |
| 2001–2003 | Carlton Palmer     |
| 2003–2004 | Sammy McIlroy      |
| 2004–2005 | Chris Turner       |
| 2005–2009 | Jim Gannon         |
| 2009–2010 | Gary Ablett        |
| 2010–2011 | Paul Simpson       |
| 2011      | Dietmar Hamann     |
| 2011–2013 | Jim Gannon         |
| 2013      | Darije Kalezić     |
| 2013      | Ian Bogie          |
| 2013–2015 | Alan Lord          |
| 2015–2016 | Neil Young         |
| 2016–2021 | Jim Gannon         |
| 2021      | Simon Rusk         |
| 2021–     | Dave Challinor     |

## Ligazugehörigkeit
- 1891–1894: The Combination
- 1894–1900: Lancashire League
- 1900–1904: Football League Second Division
- 1904–1905: Midland Football League
- 1905–1921: Football League Second Division
- 1921–1922: Football League Third Division North
- 1922–1926: Football League Second Division
- 1926–1937: Football League Third Division North
- 1937–1938: Football League Second Division
- 1938–1958: Football League Third Division North
- 1958–1959: Football League Third Division
- 1959–1967: Football League Fourth Division
- 1967–1970: Football League Third Division
- 1970–1991: Football League Fourth Division
- 1991–1992: Football League Third Division
- 1992–1997: Football League Second Division
- 1997–2002: Football League First Division
- 2002–2004: Football League First Division
- 2004–2005: Football League One
- 2005–2008: Football League Two
- 2008–2010: Football League One
- 2010–2011: Football League Two
- 2011–2013: National League
- 2013–2019: National League North
- 2019–2022: National League
- 2022–2024: EFL League Two
- 2024–0000: EFL League One

## Statistiken und Rekorde

### Vereinsrekorde

#### Heim & Auswärtsspiele
- Höchster Heimsieg in der Football League: (13:0; 6. Januar 1934 vs. Halifax Town)[7]
- Höchste Heimniederlage in der Football League: (0:6; 2. Februar 1961 vs. Peterborough United)[7]
- Höchster Auswärtssieg in der Football League: (7:1; 18. September 1965 vs. Bradford City)[7]
- Höchste Auswärtsniederlage in der Football League: (1:8; April 1902 vs. FC Chesterfield)[7]

#### Saisonrekorde
- Die meisten erzielten Saisontore in der Football League: (115; 1933/34 in der Third Division North)[7]
- Die wenigsten erzielten Saisontore in der Football League: (27; 1969/70 in der Fourth Division)[7]
- Die meisten Gegentore in einer Saison der Football League: (102; 2001/02 in der First Division)[7]
- Die wenigsten Gegentore in einer Saison der Football League: (21; 1921/22 in der Third Division North)[7]

#### Zuschauerrekorde
- Die höchste Zuschauerzahl in einem Heimspiel der Football League: (27304; 1. Mai 1937 vs. Lincoln City)[7]
- Die niedrigste Zuschauerzahl in einem Heimspiel der Football League: (1039; 15. Februar 1985 vs. Southend United)[7]

### Spielerrekorde

#### Einsatz- und Torrekorde
- Die meisten Ligaeinsätze: Andy Thorpe (489; 1978–1985, 1988–1992)[7]
- Die meisten Ligatore: Jack Connor (132; 1951–1956)[7]
- Die meisten Saisontore: Alf Lythgoe (46; 1933/34)[7]

#### Altersrekorde
- Der jüngste Spieler in der Football League: Paul Turnbull (16 Jahre und 97 Tage; 30. April 2005 vs. FC Wrexham)[7]
- Der älteste Spieler in der Football League: Alex Herd (47 Jahre und 40 Tage; 25. Dezember 1951 vs. Crewe Alexandra)[7]